# Irving Wallace
Irving Wallace (Chicago, 19 marzo 1916 – Los Angeles, 29 giugno 1990) è stato uno scrittore statunitense.

## Biografia
Di origini ebraiche, nacque da Bessie Liss e Alexander Wallace (cognome abbreviato dall'originale russo Wallechinsky); la sua famiglia proveniva dalla Russia e gli fu dato il nome del nonno materno, un contabile e noto talmudista di Narewka.
Scrisse il suo primo "pezzo" a soli 15 anni e da allora non smise mai di scrivere. Nel corso della sua vita ha pubblicato più di 500 fra racconti, articoli, interviste e saggi senza contare i romanzi.
Durante la seconda guerra mondiale collaborò alle sceneggiature di numerosi film di propaganda bellica sotto la direzione di Frank Capra, John Huston e Ronald Reagan; dopo il 1946 continuò a lavorare nel cinema.
Dal 1958 si dedicò esclusivamente alla narrativa. Pubblicò 33 opere complessivamente, tradotte in più di 31 lingue; i suoi 19 romanzi hanno venduto nel mondo più di 150 milioni di copie e numerosi di essi hanno vinto importanti premi letterari. Anche la moglie Sylvia Wallace e la figlia Amy (entrambe scrittrici) collaborarono nella composizione di alcune pubblicazioni.
Il figlio David Wallechinsky (n. 1948) è uno scrittore sportivo e commentatore radiotelevisivo delle Olimpiadi.
Irving Wallace è morto di cancro al pancreas il 29 giugno 1990 ed è stato sepolto nel Hillside Memorial Park Cemetery di Culver City, California.

## Opere
(lista parziale)

### Romanzi
- La donna tigre (The Sins of Philip Fleming: A Compelling Novel of One Man's Intimate Problem, 1959)
- Foeminae (The Chapman Report, 1961)
- Il premio (The Prize, 1962), 1964
- Il presidente (The Man, 1964), traduzione di Bruno Oddera, Sidera, Rizzoli, 1964
- Le tre sirene (The Three Sirens, 1964)
- The Sunday Gentleman, 1966
- La congiura (The Plot, 1967)
- Sette lunghi minuti (The Seven Minutes, 1969)
- Il Verbo del quinto Vangelo o Il Verbo[1] (The Word, 1972)
- Il Club dei fan (The Fan Club, 1974)
- Il documento R (The R Document, 1976), traduzione di Bruno Oddera, Pandora 48, Sperling & Kupfer, 1977
- La fontana della giovinezza (Pigeon Project, 1979)
- La sosia (The Second Lady, 1980), traduzione di Tullio Dobner, Pandora 142, Sperling & Kupfer, 1982
- L'onnipotente (The Almighty, 1982), traduzione di Tullio Dobner, Sperling & Kupfer, 1984
- Il miracolo (The Miracle, 1984; 2005), ripubblicato come Il codice segreto della Vergine[2]
- Il settimo segreto (The Seventh Secret, 1985)
- L'angelo del piacere (The Celestial Bed, 1987)
- La sala d'oro (The Golden Room, 1988)
- L'ospite di riguardo (The Guest of Honor, 1989), traduzione di Grazia Alineri, Pandora 566, Sperling & Kupfer, 1991

### Saggi
- Fabulous Originals: Lives of Extraordinary People Who Inspired Memorable Characters in Fiction, 1955
- Square Pegs: Some Americans Who Dared to Be Different, 1958
- The Fabulous Showman: The Life and Times of P.T. Barnum, 1959
- The Twenty-Seventh Wife, 1962,  biografia di Ann Eliza Young
- Writing of One Novel, 1968
- The Nympho and Other Maniacs: The Lives, the Loves and the Sexual Adventures of Some Scandalous and Liberated Ladies, 1971
- The People's Almanac, 1975 (con David Wallechinsky)
- Stardust to Prairie Dust, 1976
- The Book of Lists, 1977 (con David Wallechinsky e Amy Wallace)
- I due (The Two: Biography of The Original Siamese Twins, 1978; con Amy Wallace)
- The People's Almanac No. 2, 1978 (con David Wallechinsky)
- The Book of Lists 2, 1980 (con Amy Wallace e David Wallechinsky)
- The Intimate Sex Lives of Famous People, 1981
- The Book of Lists 3, 1983 (con Amy Wallace e David Wallechinsky)
- Significa, 1983 (con Amy Wallace e David Wallechinsky)
- Secret Sex Lives of Famous People, 1993